# La La Love On My Mind
La La Love Of My Mind to piosenka pop stworzona na drugi studyjny album Ann Winsborn - Pink-Collar-Crime. Piosenka została wydana jako pierwszy singel promujący.

## Lista utworów
Maxi CD
1. Radio version
2. Soundfactory radio edit
3. Soundfactory connection anthen
4. Soundfactory connection dub
5. CD extra video track